# Péndulo (tauromaquia)
Igual que la pedresina, el cartucho de pescao, o el estatuario, en tauromaquia, el péndulo es un pase que busca el efecto inmediato en el público, al comienzo de la faena de muleta, sumándole espectacularidad a la emoción de la primera embestida del toro.

## Origen
Nos trasladamos a México para buscar los orígenes de este muletazo, pues, aunque Carlos Arruza fue quien lo popularizó, fue el también mexicano Alfredo Leal quien lo creó.

## Ejecución
Según su forma de ejecución, el péndulo se realiza citando al toro de perfil, desde una distancia considerable y con la muleta en la mano derecha, presentando las telas por delante para captar la atención del animal. Una vez el toro emprende su carrera, el torero mide su acometida y cambia la trayectoria de la embestida con un movimiento pendular de su brazo, que va de adelante hacia atrás, sin mover los pies ni la cintura, hasta pasarse el toro por la espalda. 

Este muletazo puede combinarse con un pase de pecho, si el torero mantiene su posición inicial, y dependiendo de la distancia a la que se vaya el toro, podría intentarse nuevamente el péndulo, como lo hacen con frecuencia en la actualidad toreros como Sebastián Castella, Miguel Ángel Perera y Andrés Roca Rey. De hecho, para añadir dramatismo al muletazo, algunos hacen cambiar la trayectoria del toro varias veces moviendo el brazo derecho hacia adelante y hacia atrás antes de vaciar la embestida por la espalda.

## Variaciones
A riesgo de confundirse con la pedresina, el péndulo también puede ejecutarse con la mano izquierda aunque no es algo usual, siguiendo los mismos tiempos y disposiciones que con la muleta en la mano derecha. Igualmente, y para sumar exposición, se puede realizar de rodillas o, incluso, desde la silla.